# 岡田切吉房
岡田切吉房（おかだぎりよしふさ）は、鎌倉時代に作られた日本刀（太刀）。日本の国宝に指定されており、東京都台東区にある東京国立博物館が所蔵する。国宝指定名称は「太刀　銘吉房」。「太刀　銘吉房」の名称で国宝に指定されているものは、本太刀のほかに4口あり、東京国立博物館も本太刀以外にもう1口の国宝「太刀 銘吉房」を所蔵している。国宝指定名称には「岡田切」の文言はないが、e国宝やColBase（国立博物館所蔵品統合検索システム）では「太刀　銘吉房（号岡田切）」のように、号を併記する形で表記されている。

## 概要
福岡一文字派の刀工吉房によって鎌倉時代中期（13世紀）に作られた太刀で、1584年（天正12年）の小牧・長久手の戦いの際、羽柴秀吉との内通の疑いで、織田信雄が家老の岡田助三郎重孝を斬ったことが号の由来である。
益田孝から明治天皇に献上された旧御物で、現在は東京国立博物館が所蔵している。1949年（昭和24年）2月18日に当時の国宝保存法に基づき旧国宝に指定され、1955年（昭和30年）2月2日には文化財保護法に基づく国宝に指定された。
2019年7月3日～2019年10月6日の期間、東京国立博物館の「TNM & TOPPAN ミュージアムシアター」では「VR刀剣　三日月宗近　岡田切吉房」が上映され、高精細VR技術で刀剣を詳細に鑑賞する試みがなされた。

## 刀身説明

### 刀姿
刃長69.1センチメートル、反り2.1センチメートル、元幅3.1センチメートル、先幅2.4センチメートル、鋒長3.5センチメートル、茎長18.2センチメートル。切先は猪首鋒で身幅広く、磨り上げながら豪壮で、やや反り高な太刀姿である。造込（刀剣の形状）は鎬造りで、棟（刀身の背の部分）の形状は三角形のように尖っている庵棟。表裏に丸い棒樋を掻き流している。
茎は磨り上げで銘「吉房」は茎尻間際の場所にある。目釘穴は二つ、鑢目は勝手下がり、先の浅い栗尻。
刀剣用語の補足説明
本文で使用されている刀剣用語について補足する。

- 「猪首鋒」（いくびきっさき）とは、身幅が広く、元幅と先幅の差が小さいのに切先の長さが詰まっていて、猪の首のように見え豪壮な形状の切先である。鎌倉中期の太刀の特色の一つ[13]。
- 「鎬造り（しのぎづくり）」とは、刀身の中程に鎬筋を作り、横手筋を付けて峰部分を形成した、日本刀の典型的姿ともいえる形[14]。日本刀#鋼の組合せにある画像を参照のこと。
- 「庵棟」（いおりむね）とは、刀身の背の部分の断面形が三角形のように尖っていること[13]。
- 「樋」（ひ）とは、刀身に沿って彫られた溝で、棒樋とはそれが一本で太目のもの。腰樋は腰付近から刀身の中央付近まで彫られた溝である。重量の軽減と、刃筋方向に加わる力を吸収して曲がりにくくすることが目的[15]。
- 「掻き流し」とは、樋が（刀身の全長にわたって彫られず）途中まで彫られているもの[16]）

### 地鉄・刃文
地鉄は小板目肌よくつみ、地沸つき、乱れ映り立つ。
刃文は袋丁子に重花丁子に山形の互の目を交え、足・葉しきりに入り、匂い深く、小沸つく。
帽子（切先部分の刃文）は大きく乱れこみ、表は小丸こころ・裏は尖りごころでわずかに返る。
刀剣用語の補足説明
本文で使用されている刀剣用語について補足する。

- 「板目」とは、地鉄（刀身の焼きの入っていない部分）の折り返し鍛錬（日本刀#質の高い鋼の作成）により現れた鍛え肌と呼ばれる肌合いや模様の分類の一種で、木材の板目のように見える模様のこと。小板目はその模様が細かく入り組んでいる[15]。
- 「地沸」（じにえ）とは、焼き入れによって地鉄に生まれる、銀砂子を蒔いたように光る微粒子のこと[17]。
- 「映り」とは、地鉄と焼き入れの技術によって現れるもので、光を反射させて地を観察した時に見える白い影のようなもの[18]。「乱れ映り」はその白い陰の形が一定でないことをいう[19]。
- 「丁子」とは、小さい互の目の焼頭が連続するなどして、チョウジの実を模様化した丁子文のような形を表すこと[18]。
- 「互の目」（ぐのめ）とは乱刃の一種で、丸みを帯びた焼山が連続して上下に振幅するもの。山と谷が交互にくることが名の由来で、谷には刃先へ向かって足が入ることが多い[19][20]。
- 「重花丁子」（じゅうかちょうじ）とは、互の目に互の目が重なるように、丁子が複数焼かれた刃文。備前一文字派の特徴のひとつ[18]。
- 「匂（におい）」「沸（にえ）」とは、刃文と地鉄の境目にある鋼の粒子のこと[21]。「沸」は粒子が肉眼で捉えられる大きさであり、「匂」は粒子が肉眼では確認できない霞のような小ささ。「沸」と「匂」の違いは見え方だけである（化学的組成の差ではない）[21]。
- 「足」とは、互の目の谷の沸や匂が、刃縁から刃先に向かって垂直に伸びる模様[21]。
- 「葉」（よう）とは、匂や沸えが刃縁から離れ、刃中に飛び地のように浮かんで表れているもの[22]。
- 「乱れ込み」とは、帽子部分へ横手から刃文が乱刃のまま進入すること[19]。
- 「鑢目」（やすりめ）とは、柄から茎が脱落しないように施されたやすり[17]。
- 「勝手下り」とは、やや右下がりにかけられたもの[17]。
- 「磨上（すりあげ）」とは、刀身の全長を茎側から削って短くする行為[19]。
- 「栗尻」とは、丸みを持った形状の茎尻[19]。